# XEDTL-AM
XEDTL-AM è una stazione radio operante in Messico con sede a Città del Messico. Di proprietà dell'Instituto Mexicano de la Radio, XEDTL-AM trasmette sulla frequenza 660 AM programmi musicali e di approfondimento riguardanti principalmente Città del Messico.

## Storia

### Stazione AM
XEDTL-AM iniziò a trasmettere sulla frequenza 820 kHz come XEBZ-AM, grazie ad una concessione rilasciata il 9 luglio 1936 alla signora Refugio Esparza vedova de Valezzi. Probabilmente la stazione iniziò ad utilizzare la frequenza 660 kHz nel 1939, quando la maggior parte delle stazioni di Città del Messico cambiò frequenze. Nel 1942 la stazione fu venduta alla Vocero Mexicano, S.A.
Nel 1959 la stazione ebbe l'indicativo di chiamata XERPM-AM (a causa del nome del suo proprietario di allora, Radio Programas de México) ed ottenne il permesso di trasmettere con 50 kW di potenza durante le ore diurne e 10 kW di potenza durante la notte. Fu la stazione principale della Cadena Radio Tricolor, emittente sempre di proprietà di RPM.. La proprietà della stazione passò a Radio Fórmula negli anni settanta e, in cambio, le tre stazioni di Radio Fórmula (XERPM, XEMP-AM and XEB-AM) furono nazionalizzata nel 1978. L'indicativo di chiamata fu cambiato ancora nel 1983 in XERIN-AM, in corrispondenza ad una diminuzione della potenza: 10 kW nelle ore diurne e 1 kW nelle notturne. Durante questo periodo la stazione era conosciuta come "Radio Rin", con una programmazione orientata ai bambini che però giunse a termine nel 1991 con un ultimo cambiamento dell'indicativo di chiamata, diventato l'attuale XEDTL-AM.
Nel 2001, la stazione fu concessa a Ricardo Rocha sotto un accordo di intermediazione di tempi ma nel 2003 il contratto fu rescisso poiché Roca non poteva pagare la cifra necessaria a mantenere la stazione, che nel frattempo trasmetteva musica tropicale sotto il nome di "Canela 660 AM: Tropicalísima", operante sulla frequenza 660 AM. Infine, nel 2005 la stazione diventò Radio Ciudadana.

### Storia delle programmazione
Radio Ciudadana ebbe il suo inizio su XEQK-AM 1350 nel 2003, dopo che questa aveva trasmesso il servizio La Hora Exacta time per 59 anni.. Due anni dopo, come detto, fu però spostata sulla frequenza 660 AM, con un ritorno di XEQK al format de La Hora Exacta.